# VT-2主战坦克
VT-2主战坦克是由中国北方工业(NORINCO)开发的一款基于96A坦克的专供军贸出口的坦克型号，相对于专供出口造价昂贵的VT-4主战坦克，VT-2坦克成本较低，供采购实力相对有限的外国用户选择。96A坦克是基于96式坦克的改进型号，而96式坦克就是基于85-IIAP/85-IIM外贸坦克技术“出口转内销”研制的中国人民解放军自用型号。
"VT-2型"坦克由中国北方工业於2012年马来西亚“DSA-2012”国际武器展上將其公開展出了模型。在2014年8月22日中国兵器工业集团举办的“中国兵器装甲日”活动中公开亮相。一般认为与96A坦克对应的军贸出口型号。
基于96B坦克对应的军贸出口型号被称为"VT-2B型"坦克，与96B坦克一样可以看做是大改升級，设置了遥控武器站，动力包系统进行了全新升级，在行走装置和悬挂系统、驾驶操控方式、附加装甲等方面有改进。2016年珠海航展上VT-2B和更新型的VT-4一同亮相做了搭配展示。